# Alness
Alness (gael. Alanais) – miasto w północnej Szkocji, w hrabstwie Highland (historycznie w Ross-shire), położone nad rzeką Alness (Averon), blisko jej ujścia do zatoki Cromarty Firth. W 2011 roku liczyło 5782 mieszkańców.
Lokalna gospodarka tradycyjnie opierała się na rolnictwie, przemyśle drzewnym i alkohlowym.
Od lat 20. XX wieku do 1986 roku znajdowała się tu baza wojsk lotniczych Royal Air Force – RAF Alness (do 1943 RAF Invergordon). Pierwotnie obsługiwała łodzie latające, a po 1957 roku wyłącznie lekkie jednostki pływające. Po jej zamknięciu w jej miejscu otwarty został park biznesowy.